# Mohamed Shehata
Mohamed Mohamed Shehata Mahmoud (in arabo محمد شحاته‎?; Il Cairo, 8 febbraio 2001) è un calciatore egiziano, centrocampista dello Zamalek.

## Carriera

### Club
Shehata è cresciuto nel settore giovanile dell'El Gaish, con cui ha debuttato il 16 dicembre 2019 nell'incontro di Prima Lega vinto 3-2 contro lo Zamalek, dove ha segnato la prima rete dopo soli due minuti.
Nel gennaio del 2024 è stato ceduto in prestito allo Zamalek, trasferimento divenuto definitivo sei mesi dopo in seguito all'attivazione della clausola di acquisto.

### Nazionale
Ha giocato nella nazionale egiziana Under-23.
Nel 2024 ha partecipato ai Giochi Olimpici.

## Statistiche

### Presenze e reti nei club
Statistiche aggiornate al 21 luglio 2024.
| Stagione        | Squadra         | Campionato      | Campionato | Campionato | Coppe nazionali | Coppe nazionali | Coppe nazionali | Coppe continentali | Coppe continentali | Coppe continentali | Altre coppe | Altre coppe | Altre coppe | Totale | Totale | Totale |
| Stagione        | Squadra         | Comp            | Pres       | Reti       | Comp            | Pres            | Reti            | Comp               | Pres               | Reti               | Comp        | Pres        | Reti        | Pres   | Reti   |        |
| --------------- | --------------- | --------------- | ---------- | ---------- | --------------- | --------------- | --------------- | ------------------ | ------------------ | ------------------ | ----------- | ----------- | ----------- | ------ | ------ | ------ |
| 2019-2020       | El Gaish        | 1L              | 17         | 1          | CE              | 0               | 0               |                    | -                  | -                  |             | -           | -           | 17     | 1      |        |
| 2020-2021       | El Gaish        | 1L              | 12         | 0          | CE              | 0               | 0               |                    | -                  | -                  | SE          | 0           | 0           | 12     | 0      |        |
| 2021-2022       | El Gaish        | 1L              | 24         | 0          | CE              | 0               | 0               |                    | -                  | -                  |             | -           | -           | 24     | 0      |        |
| 2022-2023       | El Gaish        | 1L              | 29         | 1          | CE              | 0               | 0               |                    | -                  | -                  |             | -           | -           | 29     | 1      |        |
| 2023-gen. 2024  | El Gaish        | 1L              | 9          | 0          | CE              | 0               | 0               |                    | -                  | -                  |             | -           | -           | 9      | 0      |        |
| gen.-giu. 2024  | Zamalek         | 1L              | 11         | 0          | CE              | 0               | 0               | CCC                | 6                  | 0                  |             | -           | -           | 17     | 0      |        |
| Totale carriera | Totale carriera | Totale carriera | 102        | 2          |                 | 0               | 0               |                    | 6                  | 0                  |             | 0           | 0           | 108    | 2      |        |

## Palmarès

### Club

#### Competizioni nazionali
- Supercoppa d'Egitto: 1

El Geish: 2020

#### Competizioni internazionali
- Coppa della Confederazione CAF: 1

Zamalek: 2023-2024
- Supercoppa CAF: 1

Zamalek: 2024